# Isabella Maria dal Pozzo
Isabella Maria dal Pozzo, chiamata anche del Pozzo (Isabella Maria Aputeo) (Piemonte, ... – Monaco di Baviera, 11 dicembre 1700), è stata una pittrice italiana, attiva in Piemonte e in Baviera.

## Biografia

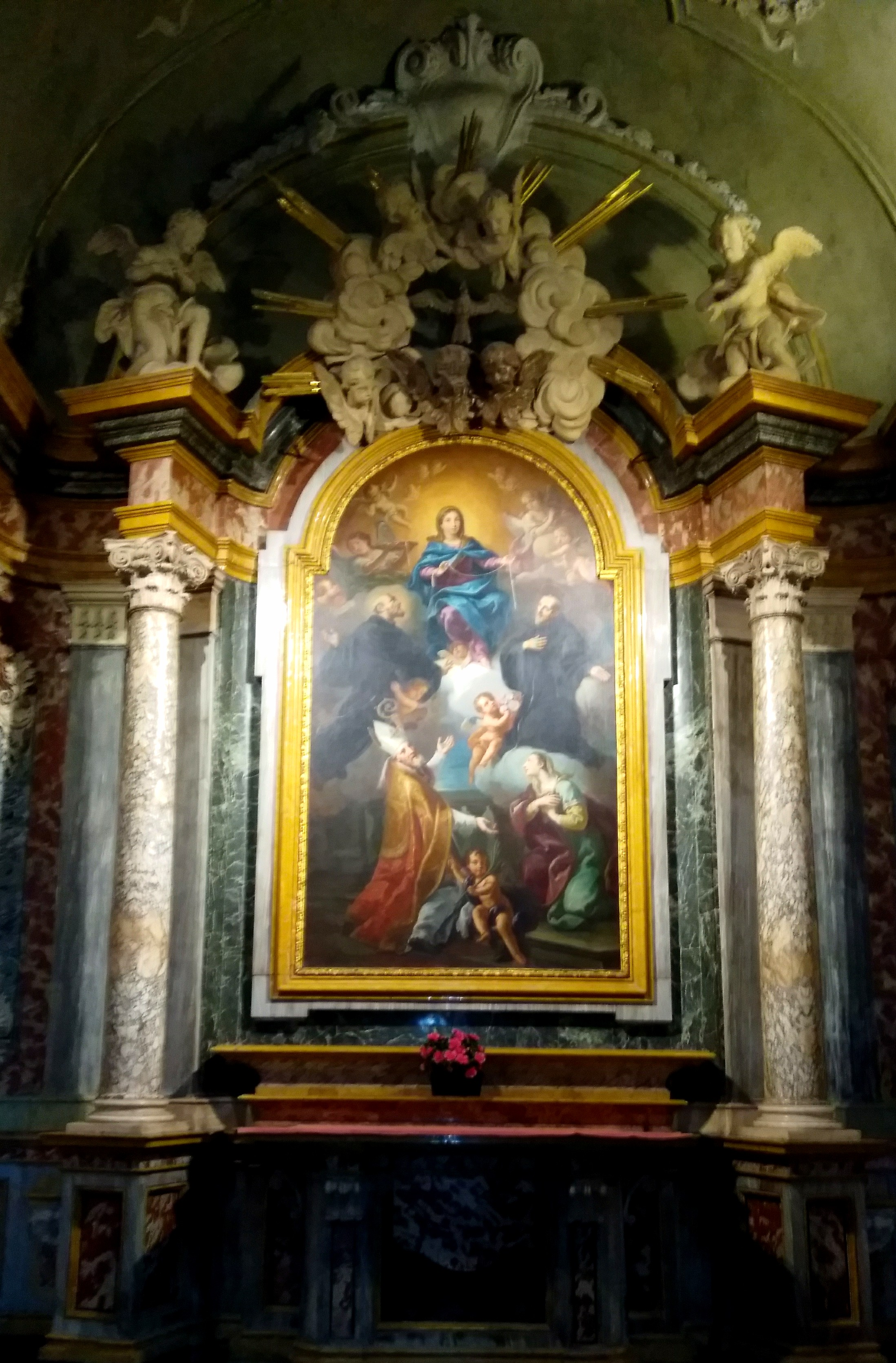
La pala dei santi Biagio e Luduina

Isabella Maria nacque secondo alcune fonti da una nobile famiglia di Moncalvo e fu moglie di un Carlo dal Pozzo, forse di origine piemontese. La sua prima opera pittorica nota è la pala dell'altare dei santi Biagio e Liduina presente nella Chiesa di San Francesco d'Assisi a Torino. Il dipinto è datato 14 agosto 1666 e firmato Isabella Maria Aputeo, si deduce che in quell'anno la pittrice fosse già sposata con Dal Pozzo. 

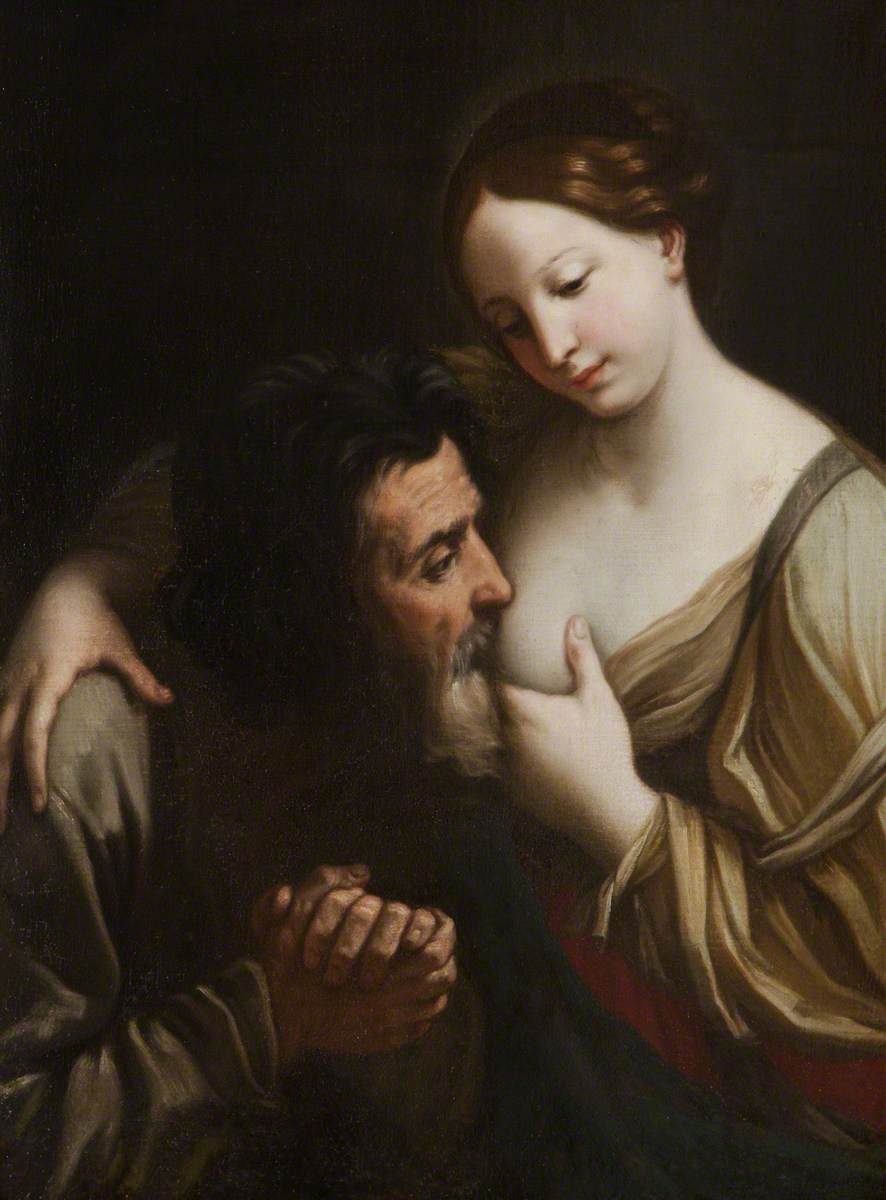
Caritas romana, olio su tela

Nel 1671 cominciò a lavorare alla corte Sabauda a servizio della principessa Enrichetta Adelaide di Savoia, operando al contempo anche per altri committenti del Regno di Sardegna quali la famiglia Carron marchesi di San Tommaso. L'attività in Piemonte si interruppe perché l'artista si trasferì, con il benestare della principessa, a Monaco di Baviera. Qui nel 1676 venne nominata pittrice alla corte di Ferdinando Maria di Baviera. Sono documentati il suo stipendio annuale (400 fiorini) e le forniture giornaliere in natura (pane, vino e birra) alla quale aveva diritto.
Tale incarico le fu confermato anche dal successore di Ferdinando, Massimiliano II. La pittrice morì a Monaco l'undici dicembre 1700, ormai quasi cieca. Al marito venne concesso un contributo di 150 fiorini per consentirgli il ritorno in Italia.